# Élections législatives de 1997 en Tarn-et-Garonne
Les élections législatives françaises de 1997 se déroulent les 25 mai et 1er juin 1997. Dans le département de Tarn-et-Garonne, deux députés sont à élire dans le cadre de deux circonscriptions.

## Élus
| Circonscription | Député sortant   | Parti | Parti    | Député élu ou réélu | Parti | Parti |
| --------------- | ---------------- | ----- | -------- | ------------------- | ----- | ----- |
| 1re             | Jean-Pierre Cave |       | UDF (FD) | Roland Garrigues    |       | PS    |
| 2e              | Jacques Briat    |       | UDF (PR) | Jean-Paul Nunzi     |       | PS    |

## Résultats

### Résultats à l'échelle du département
| Parti          | Parti                              | Premier tour | Premier tour | Second tour | Second tour | Sièges |
| Parti          | Parti                              | Voix         | %            | Voix        | %           | Sièges |
| -------------- | ---------------------------------- | ------------ | ------------ | ----------- | ----------- | ------ |
|                | Parti socialiste                   | 30 267       | 29,59        | 55 828      | 51,86       | 2      |
|                | Parti communiste français          | 8 174        | 7,99         |             |             | 0      |
|                | Les Verts                          | 4 522        | 4,42         | 0           |             |        |
|                | Divers gauche dont MDC             | 2 372        | 2,32         | 0           |             |        |
|                | Gauche plurielle                   | 45 335       | 44,32        | 55 828      | 51,86       | 2      |
|                |                                    |              |              |             |             |        |
|                | Union pour la démocratie française | 29 900       | 29,23        | 51 832      | 48,14       | 0      |
|                | Divers droite                      | 5 232        | 5,12         |             |             | 0      |
|                | La Droite indépendante             | 2 499        | 2,44         | 0           |             |        |
|                | Droite parlementaire               | 37 631       | 36,79        | 51 832      | 48,14       | 0      |
|                |                                    |              |              |             |             |        |
|                | Front national                     | 15 021       | 14,69        |             |             | 0      |
|                | Extrême gauche dont LCR et LO      | 2 909        | 2,84         | 0           |             |        |
|                | Divers dont PLN                    | 841          | 0,82         | 0           |             |        |
|                | Mouvement écologiste indépendant   | 550          | 0,54         | 0           |             |        |
|                |                                    |              |              |             |             |        |
| Inscrits       | Inscrits                           | 148 921      | 100,00       | 148 861     | 100,00      | 2      |
| Abstentions    | Abstentions                        | 40 408       | 27,13        | 33 524      | 22,52       |        |
| Votants        | Votants                            | 108 513      | 72,87        | 115 337     | 77,48       |        |
| Blancs et nuls | Blancs et nuls                     | 6 226        | 5,74         | 7 677       | 6,66        |        |
| Exprimés       | Exprimés                           | 102 287      | 94,26        | 107 660     | 93,34       |        |

### Résultats par circonscription

#### Première circonscription (Montauban)
| Candidat       | Candidat                 | Parti          | Premier tour | Premier tour | Second tour | Second tour |  |
| Candidat       | Candidat                 | Parti          | Voix         | %            | Voix        | %           |  |
| -------------- | ------------------------ | -------------- | ------------ | ------------ | ----------- | ----------- |  |
|                | Roland Garrigues élu     | PS (PRS)       | 16 876       | 33,05        | 28 391      | 52,08       |  |
|                | Jean-Pierre Cave sortant | UDF (FD)       | 16 653       | 32,61        | 26 127      | 47,92       |  |
|                | Bernard Vincent          | FN             | 7 436        | 14,56        |             |             |  |
|                | Joëlle Greder            | PCF            | 3 388        | 6,63         |             |             |  |
|                | Philippe Debaigt         | Les Verts      | 2 488        | 4,87         |             |             |  |
|                | Huguette Burggraf        | LDI (MPF)      | 1 214        | 2,38         |             |             |  |
|                | Jean-Claude Espinosa     | LO             | 1 037        | 2,03         |             |             |  |
|                | Claude Cavaillé          | Extrême gauche | 581          | 1,14         |             |             |  |
|                | Cyril Le Maire           | US4J           | 577          | 1,13         |             |             |  |
|                | Laurence Carrara         | LCR            | 488          | 0,96         |             |             |  |
|                | Brigitte Lefèvre         | IR             | 185          | 0,36         |             |             |  |
|                | Michel Hussenot          | PLN            | 140          | 0,27         |             |             |  |
|                |                          |                |              |              |             |             |  |
| Inscrits       | Inscrits                 | Inscrits       | 74 203       | 100,00       | 74 178      | 100,00      |  |
| Abstentions    | Abstentions              | Abstentions    | 20 231       | 27,26        | 16 197      | 21,84       |  |
| Votants        | Votants                  | Votants        | 53 972       | 72,74        | 57 981      | 78,16       |  |
| Blancs et nuls | Blancs et nuls           | Blancs et nuls | 2 909        | 5,39         | 3 463       | 5,97        |  |
| Exprimés       | Exprimés                 | Exprimés       | 51 063       | 94,61        | 54 518      | 94,03       |  |

#### Deuxième circonscription (Castelsarrasin - Moissac)
| Candidat       | Candidat              | Parti          | Premier tour | Premier tour | Second tour | Second tour |  |
| Candidat       | Candidat              | Parti          | Voix         | %            | Voix        | %           |  |
| -------------- | --------------------- | -------------- | ------------ | ------------ | ----------- | ----------- |  |
|                | Jean-Paul Nunzi élu   | PS (PRS)       | 13 391       | 26,14        | 27 437      | 51,63       |  |
|                | Jacques Briat sortant | UDF (PR)       | 13 247       | 25,86        | 25 705      | 48,37       |  |
|                | Claude Michel         | FN             | 7 585        | 14,81        |             |             |  |
|                | Bernard Dagen         | Divers droite  | 5 232        | 10,21        |             |             |  |
|                | Michel Bertrand       | PCF            | 4 786        | 9,34         |             |             |  |
|                | Jean-Jacques Fraisse  | Les Verts      | 2 034        | 3,97         |             |             |  |
|                | Roger Delfau          | LDI (MPF)      | 1 285        | 2,51         |             |             |  |
|                | Gérard Laveron        | MDC            | 1 033        | 2,02         |             |             |  |
|                | Marino Rigoni         | Extrême gauche | 803          | 1,57         |             |             |  |
|                | Odile Le Feuvre       | US4J           | 577          | 1,13         |             |             |  |
|                | Charles Ruffinoni     | MÉI            | 550          | 1,07         |             |             |  |
|                | Ghislain Loezer       | Divers         | 377          | 0,74         |             |             |  |
|                | Jean Leygue           | Divers         | 324          | 0,63         |             |             |  |
|                |                       |                |              |              |             |             |  |
| Inscrits       | Inscrits              | Inscrits       | 74 718       | 100,00       | 74 683      | 100,00      |  |
| Abstentions    | Abstentions           | Abstentions    | 20 177       | 27           | 17 327      | 23,2        |  |
| Votants        | Votants               | Votants        | 54 541       | 73           | 57 356      | 76,8        |  |
| Blancs et nuls | Blancs et nuls        | Blancs et nuls | 3 317        | 6,08         | 4 214       | 7,35        |  |
| Exprimés       | Exprimés              | Exprimés       | 51 224       | 93,92        | 53 142      | 92,65       |  |